# Benjamim Vargas
Benjamim Vargas (São Borja, 27 de outubro de 1897 — Rio de Janeiro, 26 de março de 1973) também conhecido como Bejo, foi um militar e político brasileiro, eleito em 1934 deputado estadual na Assembleia Constituinte gaúcha, pelo Partido Republicano Rio-Grandense. Era o irmão mais novo de Getúlio Vargas.

## Biografia
Benjamim Dornelles Vargas nasceu no dia 27 de outubro de 1897 no município brasileiro de São Borja, filho de Manuel do Nascimento Vargas e de Cândida Dornelles Vargas. Faleceu vítima de enfarte, no Rio de Janeiro, em 26 de março de 1973. Foi sepultado no Cemitério de São João Batista, em Botafogo.